# Eparchia di Al Qusia
L'eparchia di Al Qusia (in latino Eparchia Cusana) è una sede della Chiesa cattolica copta suffraganea dell'eparchia patriarcale di Alessandria dei Copti. Nel 2022 contava 29.000 battezzati. È retta dall'eparca Thomas Esam William Bolos Faragalla.

## Territorio
L'eparchia si trova nel governatorato di Asyut e comprende le città di Al Qusia, Abnub, Dairut e Manfalut e i loro territori.
Sede eparchiale è la città di Al Qusia, dove si trova la cattedrale del Sacro Cuore.
Il territorio è suddiviso in 13 parrocchie.

## Storia
Al Qusia (o el-Qusiya) fu sede di un'antica diocesi in epoca romano-bizantina, la diocesi di Cuse.
L'eparchia è stata eretta dal sinodo della Chiesa cattolica copta il 23 settembre 2022, ricavandone il territorio dall'eparchia di Assiut.

## Cronotassi dei vescovi
Si omettono i periodi di sede vacante non superiori ai 2 anni o non storicamente accertati.
- Thomas Esam William Bolos Faragalla, dal 31 marzo 2023[5]

## Statistiche
L'eparchia, al momento dell'erezione nel 2022, contava 29.000 battezzati.
| anno | popolazione | popolazione | popolazione | presbiteri | presbiteri | presbiteri | presbiteri                | diaconi | religiosi | religiosi | parrocchie |
| anno | battezzati  | totale      | %           | numero     | secolari   | regolari   | battezzati per presbitero | diaconi | uomini    | donne     | parrocchie |
| ---- | ----------- | ----------- | ----------- | ---------- | ---------- | ---------- | ------------------------- | ------- | --------- | --------- | ---------- |
| 2022 | 29.000      | ?           | ?           | 16         | 16         | 0          | 1.813                     |         | 5         | 16        | 13         |